# Лет, Йорген
Йорген Лет (дат. Jørgen Leth; род. 14 июня 1937, Орхус, Дания) — датский поэт и режиссёр, являющийся ведущей фигурой в экспериментальном документальном кино. Наиболее известными являются его документальные фильмы «Воскресенье в аду» (1977) и «Совершенный человек» (1967). Спортивный комментатор на датском телевидении, владелец продюсерской компании «Sunset Productions».

## Биография
Йорген Лет родился 14 июня 1937 года в Орхусе, Дания. Изучал литературу и антропологию в Орхусе и Копенгагене. С 1959 по 1968 год в качестве культурного критика (джаз, театр, кино) писал для ведущих датских газет. Большое влияние на него оказали работы английского антрополога Бронислава Малиновского. Несколько лет путешествовал по Африке (1961), Южной Америке, Индии (1966) и Юго-Восточной Азии (1970—1971). Его первая книга вышла в 1962 году. Он выпустил 10 книг со стихами и 8 научно-популярных книг. Первый свой фильм снял в 1963 году и с тех пор сделал более 40 фильмов, многие из которых получили признание по всему миру. Его наиболее известным фильмом является короткометражка 1967 года «Совершенный человек». В 2003 году Йорген Лет вместе с Ларсом фон Триером участвует в киноэксперименте на основе «Совершенного человека» — «Пять препятствий». Был автором нескольких широко известных документальных спортивных фильмов, посвященных велогонкам Джиро д’Италия и Париж — Рубе, — «Звезды и водоносы» (1974) и «Воскресенье в аду» (1977) соответственно.
Работал в качестве творческого консультанта в Датском киноинституте в 1971—1973 и 1975—1977 годах. В 1977—1982 годах являлся председателем совета института. Также он профессор Датской национальной киношколы в Копенгагене, читал лекции в университете Лос-Анджелеса, Бёркли, Гарварде и других американских университетах. Среди полученных им наград — премия Томаса Манна за 1972 год, специальная премия Датской академии за 1983 год и другие. В 1995 году Королевство Дания удостоило Лета пожизненного гранта за его достижения в области кинематографии. С 1991 года живет в Гаити в городе Джакмель. С 1999 по 2005 год королевский почетный консул Дании в этом городе.
Неоднозначную реакцию в Дании вызвала публикация в 2005 году автобиографии Лета «Несовершенный человек» (дат. Det uperfekte menneske). Книга включала в себя упоминание о сексуальных отношениях с 17-летней девочкой, что вызвало серьёзный скандал в датских СМИ. В октябре 2005 года он покинул пост почетного консула Дании в Гаити. Также был освобожден от должности спортивного комментатора канала TV2, на которой был восстановлен только в 2009 году.
Ретроспективы Йоргена Лета проходили в Национальном кинотеатре в Лондоне (1989), в Руане, Франция (1990), в Американском институте кинематографии, Вашингтон (1992), в Мумбае, Индия (1996), Нью-Йорке (2002), Сан-Паулу (2003, 2008), Торонто (2004), Флоренция (2005), Риме (2006), Варшаве (2008) и Тегеране (2008).
В 2010 году вышел фильм «Мужчина в поисках эротики» (Den erotiske menneske; The Erotic Human). Творческим продюсером фильма является Ларс фон Триер.

## Премии и награды
- 1971 — главный приз Международного кинофестиваля короткометражных фильмов в Оберхаузене (Oberhausen Hauptpreis);
- 1972 — премия Томаса Манна (Thomas Mann Award);
- 1983 — специальный приз Датской академии;
- 1992 — премия Пола Хаммерича (Paul Hammerich Award);
- 1995 — премия Драхмана за заслуги в области литературы (Drachmann Award for literary oeuvre);
- 1996 — премия Датского киноинститута (Robert-statuette);
- 1997 — приз Франции за культурную деятельность (Prix de France);
- 1999 — специальная премия Датского государственного фонда искусств;
- 2000 — премия Датского киноинститута (Robert-statuette);
- 2004 — гран-при Международного кинофестиваля в Оденсе;
- 2009 — почетная премия «Бодил» за многолетний вклад;
- 2022 — Кавалер ордена Искусств и литературы (Франция)[6];
- Пожизненный грант Королевства Дания за достижения в области кинематографии (с 1995 года).

## Избранная библиография
- Gult lys (Yellow Light) (1962) — стихи;
- Kanal (Channel) (1964) — стихи;
- Lykken i Ingenmandsland (Happiness in No-man’s Land) (1967) — стихи;
- Sportsdigte (Sports Poems) (1967) — стихи;
- Glatte hårdtpumpede puder (Smooth, Inflated Cushions) (1969) — стихи;
- Eventyret om den sædvanlige udsigt (The Adventure of the Usual View) (1971) — радиоспектакль;
- Det går forbi mig (It Passes Me) (1975) — стихи;
- Det skete ved Ballerup (It happened near Ballerup) (1975) — новелла;
- Det er ligesom noget i en drøm. Udvalgte historier om cykelsport 1970-75 (It’s like Something in a Dream: Selected Stories about bicycle sport 1970—75) (1976);
- Filmmaskinen. Udvalgte historier om film 1965—78 (The Film Machine. Selected Stories about Films 1965—78) (1979);
- Jeg leger at jeg kan alting. En børnebog (I play, that I can do everything. A Children’s Book) (1991);
- Hundene gør. Kup i Haiti 1991-94 (The Dogs Bark. Coup in Haiti 1991-94) (1994) — документальная книга;
- Den gule trøje i de høje bjerge (The Yellow Shirt in the High Mountains) 1995 — документальная книга о Бьярне Рийсе;
- Billeder fra Haiti. Jørgen Leth’s collection (Pictures from Haiti — Jørgen Leth’s Collection) — каталог произведений искусства;
- Billedet forestiller (The Picture Shows) (2000) — стихи;
- Historier fra Haiti (Stories from Haiti) (2000);
- Samlede digte (Collected Poems) (2002);
- Det uperfekte menneske. Scener fra mit liv (The Imperfect Man. Scenes from My Life) (2005) — воспоминания;
- Det gør ikke noget (It Doesn’t Matter) (2006) — стихи;
- Guldet på havets bund. Det uperfekte menneske/2 (The Gold at the Bottom of the Sea. The Imperfect Human/2) (2007);
- One Day Duke Jordan Disappeared in Harlem (2008) — статьи о джазе за период 1954—1966 годов;
- The Gifts of Chance (2009) — эссе о кинотворчестве.

## Фильмография
- Stopforbud, 1963 (14');
- «Жди времени безопасности» (Se frem til en tryg tid; Look Forward to a Bright Future), 1965 (6');
- «Совершенный человек» (Det perfekte menneske; The Perfect Human), 1967 (13');
- «Цветы Офелии» (Ofelias blomster; Ophelia’s Flowers), 1969 (7');
- «Около неба, около земли» (Nær himlen, nær jorden; Near Heaven, Near Earth), 1968 (26');
- «Йенс Отто Краг» (Jens Otto Krag), 1969;
- «Фильм об оленьем саду» (Dyrehavefilmen; The deer garden film), 1969;
- Teatret i de grønne bjerge, 1970;
- «Фильм» (Motion Picture), 1970 (24');
- «Поиск» (The Search), 1970 (35');
- «Олений сад, романтический лес» (The Deergarden, the Romantic Forest), 1970 (42');
- «Жизнь в Дании» (Life in Denmark), 1971 (37');
- «Китайский пинг-понг» (Kinesisk bordtennis; Chinese Table-tennis), 1972 (12');
- «Эдди Меркс рядом с чашкой кофе» (Eddy Merckx i nærheden af en kop kaffe), 1973;
- «Невозможный час» (Den umulige time), 1974;
- «Звезды и водоносы» (Stjernerne og Vandbærerne; Stars and Watercarriers), 1974 (91');
- «Клаус Рифбьерг» (Klaus Rifbjerg), 1974 (35');
- «Добро и зло» (Good and Evil), 1974 (81');
- «Воскресенье в аду» (En Forårsdag i Helvede; A Sunday in Hell), 1977 (110');
- «Петер Мартинс: Танцор» (Peter Martins — A Dancer), 1978 (54');
- «Пьеса посреди лета» (Sanct Hansaften-spil; A midsummer`s play), 1979;
- «Калуле» (Kalule), 1979 (45');
- «Танцующий Бурнонвиль» (At danse Bournonville; Dancing Bournonville), 1979 (52');
- «66 сцен из Америки» (66 Scenes from America), 1981 (42');
- «Наступи на тишину» (Step on Silence), 1981 (58');
- Udenrigskorrespondenten, 1983;
- Pelota, 1983 (47');
- «Гаити Экспресс»; (Haiti Express), 1983 (93');
- «Моменты пьесы» (Den legende menneske; Moments of Play), 1986 (82');
- Composer Meets Quartet, 1987;
- «Китайский дневник» (Notater fra Kina; Notebook from China), 1986 (79');
- «Заметки о любви» (Notater om kærligheden; Notes on Love), 1989 (90');
- «Датская литература» (Danish Literature), 1989 (51');
- «Траберг» (Traberg), 1992 (93');
- «Микаэль Лаудруп: Футболист» (Michael Laudrup — en fodboldspiller; Michael Laudrup — A Football Player), 1993 (58');
- «Гаити. Без названия» (Haiti. Uden titel; Haiti, Untitled), 1996 (85');
- «Я жив. Сёрен Ульрик Томсен: Датский поэт» (Jeg er levende — Søren Ulrik Thomsen, digter; I’m Alive — Soren Ulrik Thomsen, Poet), 1999 (40');
- «Мечтатели» (Drømmere; Dreamers), 2002 (58');
- «Новые сцены из Америки» (Nye scener fra Amerika; New Scenes from America), 2002 (35');
- «Пять препятствий» (De fem benspænd; The Five Obstructions; совместно с Ларсом фон Триером), 2003 (80');
- Århus (Aarhus), 2005 (35')[7][8].
- «Мужчина в поисках эротики» (Det erotiske menneske («The Erotic Man»)), 2010